# Clasificarea Internațională Standard a Ocupațiilor
Clasificarea Internațională Standard a Ocupațiilor (ISCO), cunoscută de asemenea sub acronimul englez ISCO, este o structură de clasificare emisă de Organizația Internaționala a Muncii (OIM) menită a organiza informațiile domeniului muncă și de ocupare a forței de muncă. Aceasta clasificare este parte componentă din familia internațională a nomenclatoarelor economice și sociale ale Organizației Națiunilor Unite.. Versiunea actuală, cunoscută ca ISCO-08, a fost publicată în 2008 și este cea de-a patra ratificare a ei, în urma ISCO-58, ISCO-68 și ISCO -88.

OIM descrie (după cum urmează) scopul clasificării ISCO,:
un instrument menit organizării activităților lucrative într-o asamblare clar definită a grupelor, funcție de sarcinile și funcțiunile îndeplinite în cadrul acestei activități lucrative numită muncă. Clasificarea este astfel concepută încât sa servească utilizării ei în aplicații statistice și într-o varietate de aplicații orientate spre client, care includ intermedierea intre persoanele ce caută un loc de muncă și locurile de muncă vacante, gestionarea între țări a migrației (pe scurt sau pe lung termen) lucrătorilor și dezvoltarea de programe de formare și de orientare profesională.
ISCO stă la baza multora dintre clasificările (nomenclatoarele) de nivel național, a ocupațiilor profesionale, precum și la baza multor aplicații în domenii specifice, cum ar fi rapoarte/informari privitoare la domeniul educație, la domeniul agricultură, informări privitoare la securitatea și la sănătatea din aceasta activitate lucrativă numită in mod curent muncă Se spera ca revizuirea ISCO-08 să devina model de standard de informație laborală  în întreaga lume pe parcursul următorilor zece ani (spre exemplu, să se poată aplica pe date provenite de la Runda Mondiala 2010 a Recensămintelor la nivel național ale populației.

## Structura ISCO-08
ISCO-08 împarte conceptul posturi de muncă în 10 grupe principale:
- 1 Directori și manageri (administratori)
- 2 Înalți profesionali, științifici și intelectuali:
- 3 Tehnicieni și profesionali, de nivel mediu, din știință si inginerie
- 4 Personalul de sprijin administrativ
- 5 Lucrătorii din domeniul serviciilor către public, lucrătorii-vânzători de magazine și de piețe
- 6 Agricultori și lucrători calificați, din agricultură, din silvicultură și din pescuit
- 7 Lucrători calificați, operatori, meșteșugari ai artelor mecanice, plus alte meserii)
- 8 Operatori de instalații, de utilaje, asamblori
- 9 Ocupații elementare. .
- 0 Ocupații militare

Fiecare grup este împărțit în sub-grupuri principale, sub-grupuri și grupuri primare (acestea nu sunt arătate aici). Criteriile de bază utilizate pentru a defini aceasta clasificare sunt abilitățile și nivelul de specializare necesar pentru a efectua în mod competent funcțiile și atribuțiile specifice acestor ocupații profesionale).
În continuare se arată principalele grupuri și principalele sub-grupuri

### Grupul 1
- 11 Directorii executivi, Personalul de conducere din administrația publică, membri ai executivului, membri ai organelor legislative
- 12 Directorii administrativi și directorii comerciali
- 13 Directorii și managerii (administratorii) de producție și operațiuni
- 14 Manageri (administratorii de hoteluri, de restaurante, de retail, și de alte servicii

### Grupul 2
- 21 Înalți profesionali ai științei și ai ingineriei
- 22 Înalți profesionali din domeniul sănătății
- 23 Înalți profesionali din domeniul cadrelor didactice
- 24 Înalți profesionali in organizarea administrației publice și ai companiilor economice.
- 25 Înalți profesionali in domeniul tehnologiei informației și tehnologiei comunicațiilor
- 26 Inalti Profesionali ai domeniilor Drept, Științe sociale și Științe culturale

### Grupul 3
- 31 Profesionali de nivel mediu, de-ai științei și ingineriei
- 32 Profesionali de nivel mediu, din sănătate
- 33 Profesionali de nivel mediu de-ai operațiunilor financiare și de-ai operațiunilor administrative
- 34 Profesionali de nivel mediu in servicii juridice, in servicii sociale, in servicii culturale și relaționate
- 35 Tehnicieni de-ai tehnologiei informațional /informative și de-ai tehnologiei căilor de comunicare

### Grupul 4
- 41 Funcționari de birou
- 42 Personal administrativ, care tratează direct cu publicul
- 43 Personalul contabil și personalul responsabil de registrul gestionarii materiale
- 44 Personal auxiliar administrativ

### Grupul 5
- 51 Lucrători servicii publice (personalul din aeroporturi, stewarzi, ghizi, casieri-încasatori, etc)
- 52 Vânzători-gestionari și simpli vânzători
- 53 Personal de ocrotire a persoanelor (ex pompier, gardian, politist, etc))
- 54 Personal servicii de protecție (agenti)

### Grupul 6
- 61 Agricultori și lucrători calificați ai fermelor agricole comerciale
- 62 Lucrători calificați in silvicultura, pescuit și vânătoare
- 63 Lucrători agricoli, pescari, vânători și culegători care isi asigură subzistența

### Grupul 7
- 71 Calificați și operatorii din industria constructiilor, excluzând electricienii.
- 72 Calificați  și lucrători din metalurgie, din construcții mecanice și relationate
- 73 Meseriași și operatori de arte grafice
- 74 Lucratori, specializati în energie electrică și electrotehnică
- 75 Operatori și persoane calificate in prelucrarea si procesarea produselor alimentare, îmbrăcăminte (confectii), alți meșteșugari și relationate

### Grupul 8
- 81 Operatori de instalații fixe și utilaje
- 82 Asamblori
- 83 Conducători auto (Drivers) și operatori de utilaje grele mobile

### Grupul 9
- 91 Lucrători spălători și persoane auxiliare lor
- 92 Lucrători necalificați agricoli, pescărie și silvicultură
- 93 Muncitori necalificați din industria minieră, din construcții, din industria prelucrătoare și din transporturi
- 94 Personal auxiliar în prepararea alimentelor
- 95 Vânzători ambulanți de diverse servicii / plus relaționate).
- 96 Lucratorii gunoieri și alte ocupații elementare

### Grupul 0
- 01 Ofițeri ai forțelor armate
- 02 Subofițeri ai forțelor armate
- 03 Alti membri ai forțelor armate

## Adaptări naționale (Spania)

### Spania (CNO)
Clasificarea Națională a Ocupațiilor (CNO) este adaptarea națională a ISCO-08. In actualitate funcționează CNO-11.